# Роберт фон Белов
Роберт Людвіг Ернст фон Белов (нім. Robert Ludwig Ernst von Below; 27 червня 1892, Медов, Німецька імперія — 24 травня 1963, Фінале-Лігуре, Італія) — німецький офіцер, оберст вермахту. Кавалер Німецького хреста в золоті.

## Біографія
Представник знатного мекленбурзького роду. Син прусського чиновника Людвіга фон Белова (14 грудня 1850 — 6 грудня 1927) і його дружини Вільгельміни, уродженої Шредер (9 травня 1861 — 15 грудня 1920). 20 березня 1912 року вступив в Прусську армію. Учасник Першої світової війни. 30 березня 1920 року звільнений у відставку.
21 жовтня 1934 року повернувся в армію і пройшов курс офіцера артилерії. З 15 жовтня 1935 року — командир 5-ї роти, з 10 листопада 1938 року — 2-го дивізіону 18-го артилерійського полку, з 30 жовтня 1940 року — 122-го артилерійського полку, з 1943 року — 30-го гренадерського полку. 26 травня 1943 року відправлений в резерв ОКГ. З 21 липня 1943 по 5 січня 1945 року — артилерійський командир 141, з 5 березня 1945 року — 418.

## Сім'я
26 вересня 1924 року одружився з графинею Гільдегард фон Райхенбах (12 вересня 1899 — 28 серпня 1925). В 1925 році в пари народився син.
12 квітня 1935 року одружився з баронесою Маріанною фон Штайнеккер (22 червня 1911).

## Звання
- Фенріх (19 листопада 1912)
- Лейтенант (18 серпня 1913; патент від 19 серпня 1911)
- Оберлейтенант (5 жовтня 1916)
- Гауптман запасу у відставці (30 березня 1920)
- Гауптман (21 жовтня 1934)
- Майор (1 січня 1937)
- Оберстлейтенант (1 червня 1940)
- Оберст (1 квітня 1942)

## Нагороди
- Залізний хрест
  - 2-го класу (15 жовтня 1914)
  - 1-го класу (26 лютого 1917)
- Хрест «За військові заслуги» (Мекленбург-Шверін)
  - 2-го класу (21 березня 1915)
  - 1-го класу (4 липня 1917)
- Ганзейський Хрест (Гамбург; 9 вересня 1916)
- Князівський орден дому Гогенцоллернів, почесний хрест 3-го класу з мечами (8 листопада 1917)
- Королівський орден дому Гогенцоллернів, лицарський хрест з мечами (4 листопада 1918)
- Нагрудний знак «За поранення» в чорному (листопад 1918) — за поранення, отримане 30 жовтня 1918 року.
- Почесний хрест ветерана війни з мечами (20 лютого 1935)
- Медаль «За вислугу років у Вермахті»
  - 4-го класу (4 роки; 2 жовтня 1936)
  - 3-го класу (12 років; 20 жовтня 1938)
- Застібка до Залізного хреста
  - 2-го класу (12 вересня 1939)
  - 1-го класу (30 травня 1940)
- Німецький хрест в золоті (25 січня 1942)
- Медаль «За зимову кампанію на Сході 1941/42» (30 липня 1942)
- Хрест Воєнних заслуг 2-го класу з мечами (30 січня 1944)